# ديجيتال بريدج
مجموعة ديجيتال بريدج هي شركة عالمية متخصصة في الاستثمار في البنية التحتية الرقمية. تمتلك الشركة وتستثمر وتدير أعمالًا مثل أبراج الاتصالات الخلوية، ومراكز البيانات، والألياف الضوئية، والخلايا الصغيرة، والبنية التحتية الطرفية. يقع مقرها الرئيسي في بوكا راتون، ولها مكاتب في لوس أنجلوس، ونيويورك، ولندن، وسنغافورة.
في عام 2010، أفادت التقارير أن شركة ديجيتال بريدج، التي كانت تُعرف آنذاك باسم كولوني كابيتال ، كانت تدير استثمارات بقيمة 30 مليار دولار تقريبًا. 

## روابط خارجية
- الموقع الرسمي